# Communauté de communes du Pays Audunois
La communauté de communes du Pays Audunois (CCPA) était une ancienne communauté de communes française, située dans le département de Meurthe-et-Moselle et la région Grand Est
Elle fusionne au 1er janvier 2017 avec la communauté de communes du Bassin de Landres pour former la communauté de communes Cœur du Pays-Haut.

## Composition
La communauté de communes regroupe 14 communes :
| Nom                    | Code Insee | Gentilé       | Superficie (km2) | Population (dernière pop. légale) | Densité (hab./km2) |
| ---------------------- | ---------- | ------------- | ---------------- | --------------------------------- | ------------------ |
| Audun-le-Roman (siège) | 54029      | Audunois      | 7,57             | 2 462 (2014)                      | 325                |
| Anderny                | 54015      | Andernois     | 9,62             | 257 (2014)                        | 27                 |
| Beuvillers             | 54069      | Beuvillois    | 5,95             | 386 (2014)                        | 65                 |
| Bréhain-la-Ville       | 54096      | Bréhinois     | 10,08            | 351 (2014)                        | 35                 |
| Crusnes                | 54149      | Crusnois      | 6,06             | 1 609 (2014)                      | 266                |
| Errouville             | 54181      | Errouvillois  | 5,13             | 768 (2014)                        | 150                |
| Joppécourt             | 54282      | Joppécourtois | 6,98             | 158 (2014)                        | 23                 |
| Malavillers            | 54337      | Malavillois   | 4,37             | 142 (2014)                        | 32                 |
| Mercy-le-Haut          | 54363      |               | 13,35            | 276 (2014)                        | 21                 |
| Mont-Bonvillers        | 54084      | Montois       | 7,44             | 963 (2014)                        | 129                |
| Murville               | 54394      | Murvillois    | 5,57             | 233 (2014)                        | 42                 |
| Preutin-Higny          | 54436      | Prottiens     | 7,02             | 140 (2014)                        | 20                 |
| Sancy                  | 54491      | Sancéens      | 13,19            | 345 (2014)                        | 26                 |
| Serrouville            | 54504      | Serrouvillois | 15,57            | 720 (2014)                        | 46                 |

## Administration
| Période                                  | Période       | Identité        | Étiquette | Qualité                            |
| ---------------------------------------- | ------------- | --------------- | --------- | ---------------------------------- |
| Les données manquantes sont à compléter. |               |                 |           |                                    |
| 2002                                     | novembre 2012 | Marc Colin      | PCF       | Maire d'Audun-le-Roman (1997-2014) |
| novembre 2012                            | 2016          | Daniel Matergia | PS        | Maire de Sancy (depuis 2001)       |